# Ghiacciaio McCarthy
Il ghiacciaio McCarthy (in inglese McCarthy Glacier) è un ghiacciaio situato nell'entroterra della costa di Bakutis, nella parte occidentale della Terra di Marie Byrd, in Antartide. Il ghiacciaio, il cui punto più alto si trova 1714 m s.l.m., fluisce in direzione ovest a partire dal versante occidentale dell'altopiano Wisconsin, fino ad unire il proprio flusso dapprima a quello del ghiacciaio Olentangy e poi a quello del ghiacciaio Reedy, a sud del monte McNaughton e a nord del nunatak Gratton, pochi chilometri a sud dalla riva della costa di Gould.

## Storia
Il ghiacciaio McCarthy è stato mappato dallo United States Geological Survey grazie a ricognizioni terrestri dello stesso USGS e a fotografie aeree scattate dalla marina militare statunitense nel periodo 1960-64; esso è stato poi così battezzato dal Comitato consultivo dei nomi antartici in onore del tenente Robert J. McCarthy, pilota della marina militare statunitense, che effettuò diversi sorvoli di quest'area durante l'operazione Highjump, 1946-47.